# Stazione di Frugarolo-Boscomarengo
La stazione di Frugarolo-Boscomarengo è una fermata ferroviaria posta sulla linea Torino-Genova. La fermata è ubicata nel territorio comunale di Frugarolo ma è a servizio anche della vicina Bosco Marengo.

## Storia
Fino al 1923 era denominata semplicemente "Frugarolo"; in tale anno assunse la nuova denominazione di "Frugarolo-Boscomarengo".
L'8 novembre 2010 la stazione venne trasformata in fermata.

## Strutture ed impianti
La fermata dispone di un fabbricato viaggiatori a pianta rettangolare, sviluppato su due piani. La parte centrale del piano terreno si estrude parzialmente lato strada creando un corpo aggiuntivo che funge da balcone per il primo piano. L’intero stabile risulta al 2019 chiuso all’utenza e in stato di abbandono. Presso la parete adiacente all’ingresso che collega la strada alla banchina del primo binario è presente una biglietteria automatica, al 2019 non più in uso.
La fermata dispone al 2019 dei soli due binari di corsa della linea, serviti ciascuno da una propria banchina. Le due banchine sono parzialmente coperte da due tettoie in cemento armato che proteggono inoltre gli accessi al sottopassaggio di collegamento. Fino al novembre del 2010 era presente un terzo binario, usato per eventuali precedenze, posto tra i due precedenti; quest’ultimo risulta al 2019 rimosso.

## Movimento
La fermata è servita dai treni regionali di Trenitalia, sulla base del contratto di servizio stipulato con Regione Piemonte.

## Servizi
La fermata è classificata da RFI in categoria 'Bronze'.

## Interscambi
Nei pressi della stazione sono attuati i seguenti interscambi:
- Fermata autobus

Fino al 1948 presso la stazione si trovava corrispondenza con le corse della FVO (Ferrovia Valle orba) per Basaluzzo, lungo la tranvia Novi Ligure-Ovada.